# 허정윤
허정윤(許禎允 ，1979년 ~ )은 대한민국의 그림책 작가이다. 본관은 양천 허씨(許氏)이며, 허균, 허난설헌의 12대손이다.

아동학을 전공한 허정윤작가는 한양대학교 대학원에서 유아교육학과 석사 학위를 받았으며 동대학원에서 교육학 박사학위를 수료했다.
2004년 국민일보 가난한 이웃을 향한 사랑과 나눔의 시 공모전 시옷사랑상을 수상하였고, 2007년 제 25회 MBC 창작동요제 작사부문에서 인기상과 은상을 수상했다.
허정윤 작가는 그림책 작가,시인, 작사가, 빛그림작가, 클레이 아티스트, 창의성 프로그램 개발자로 활발하게 활동하고 있다.
2006년 《어부바》를 출간했는데 빛그림과 신선한 이야기로 독자들에게 새로움을 일으켰다.
또한 클레이 뮤지컬 《엄지공주의 사랑 찾기》, 《아리부바의 클레이 마법사》를 직접 제작하여 창작극과 명작동화의 절묘한 조합으로 아이들의 상상력과 창의성을 자극했다.
MBC<뽀뽀뽀>의 클레이 공작시간에 아리마법사로 직접 출연하여 클레이 아티스트로 활동하였으며 신비로운 무대를 보여준 허정윤 작가는 이후 다양한 작품을 출간했다.
2007년에는 《원숭이 학교》을 출간했고 2015년에는 《노란장화》를 출간했다.
2016년 출간한 《코딱지 코지》는 2016년제 14회 예스24 네티즌 선정 올해의 책으로 선정되었으며 2017년 제 14회 예스24 어린이 독후감대회 인기어린이 도서상을 수상하기도 했다.
2017년에 출간한 《투명나무》는 독일의 뭔헨국제청소년어린이 도서관이 매년 전 세계에서 출간된 책 가운데 200작품을 엄선하는 The White Ravens International Youth Library (국제 아동청소년문학분야)에 선정되고 2018년 세종도서에 선정되기도 하였다.
2017년 《콧구멍을 탈출한 코딱지 코지》를 출간했으며, 2018년 《첫눈을 기다리는 코딱지 코지》를 출간했다.
《코딱지 코지 그림책 시리즈》는 1,2,3권 모두 독자들에게 많은 사랑을 받고 있다.
2019년 출간한 《우리 여기 있어요, 동물원》은 동물들이 자유를 빼앗기고, 본성을 다치고 혹사당하며, 구경거리가 되는 삶을 살아야 하는 동물들의 삶을 이야기 한다.
‘내가 다시 태어난다면...’ 드넓은 초원을 꿈꾸며, 그제야 보여주는 레오의 미소에 가슴이 먹먹해지는 진짜 동물을 만나는 그림책으로 완성했다. 알라딘 유아 그림책 1위로 독자들한테 많은 사랑을 받았으며, 환경시민단체 환경정의에서 매년 ‘새롭게 읽자, 다르게 살자’를 모토로 선정하는 “2019년 올해의 환경책” 발표에 선정되었다.
2019년 5월에 출간한 《루루 사냥꾼》은 두 차례의 볼로냐 라가치상 수상으로 주목받은 정진호 작가와의 멋진 콜라보로 탄생한 스릴 넘치는 이야기이다.
매일 쉽지 않은 변장을 하고, 위험한 환경에 맞서 싸우는 아빠 곰의 이야기를 통해, 목숨을 걸고서라도 지키고 싶은 짙은 가족애, 특히 이를 향한 부모의 마음을 따뜻하게 전해주는 작품으로 완성했다. 2020년 북스타트 그림책으로 선정되었다.
2019년 10월 《허난설헌과 허균 ∙못다 한 이야기 오누이》를 출간했다.
오누이는 킨드랜드 픽처북스 시리즈중 하나로 어린 허난설헌과 허균은 항상 함께 책을 읽고, 서로의 시와 글을 나누며 서로에게 글벗이 되어주었다고 전해진다. 이 책은 그런 두 사람의 이야기를 인물이야기가 아닌 새롭게 접근한 그림책으로 사랑받고 있다.
2020년 3월에 출간한 《나는 매일 밥을 먹습니다》은 
강릉에서 제주까지 정성으로 차린 밥상과 지역 사투리를 표현하여 밥상에 오를 때까지 만날 수 있는 사람들의 이야기를 담아 완성했다. 강릉에서 제주까지 정성으로 차린 밥상과 지역 사투리를 표현하여 음식의 재료가 우리 밥상에 올라오기까지 노력한 수 많은 사람들에게 전하는 인사이기도 하다. 2021년 ‘경남독서한마당’에 선정되었다.
2020년 3월에《63일》 은 반려견 루루와 함께 살면서 좀 더 깊숙이 그들의 태어남에 관심을 갖으며, 인간의 욕망으로 만들어지는 강아지의 진실을 담은 이야기를 완성했다. 강아지 공장을 표현해 낸 밀도 높고 냉철한 문장을 통해 강아지 공장에서 인형처럼 생산되는 생명에 대한 존엄성을 알리는 계기가 되었다.
2021년 11월에 출간한 《아빠를 빌려줘》는 볼로냐 라가치 수상으로 주목받은 조원희 작가와의 멋진 콜라로 아버지의 부재를 아름답게 완성했다. 자전적 이야기로 아버지가 돌아가신 후 아버지를 그리워하는 남동생을 위해 아빠를 빌리러 간 실화를 바탕으로 만들어져서 더욱 화제가 되었다. 이혼과 죽음 또 다른 이유로 사랑하는 엄마, 아빠 혹은 소중한 가족이 곁은 떠나간 이들의 마음을 다정하게 어루만져 주는 그림책으로 많은 사랑을 받았다. 2022년 3월 볼로냐 도서전 THE BRAW AMAZING에 <아빠를 빌려줘>가 선정되었다. 볼로냐 라가치상에 출품된 2,200여 권의 책중 우수한 AMAZING 100에 《아빠를 빌려줘》선정되면서 세계가 주목하는 작가가 되었다.
2022년 3월에 출간한 《인어아빠》는 2018년 평창 올림픽 한국 대표작가 15인에 선정되었고, tvN 드라마 《사이코지만 괜찮아》, 《남자친구》 아트워크를 담당한 잠산 작가와 함께 한 콜라보로 주목을 받았다. 지금까지 본 적 없는 고전을 새롭게 재해석한 인어 이야기로 상상력의 세계를 한층 더 넓혀주었다. 

## 참고 자료
- 그림책 읽는 사람들 많아지면 세상도 아름다워질 것 (http://pub.chosun.com/client/news/viw.asp?cate=C05&mcate=M1001&nNewsNumb=20160921374&nidx=21375 보관됨 2018-02-12 - 웨이백 머신)
- 조선시대천재 문인' 허균·난설헌 남매 기념행사 '풍성 (https://www.youtube.com/watch?v=W5_jI9R_htA)
- 童心의 세계에선 코딱지도 사랑스럽다 (http://www.metroseoul.co.kr/news/newsview?newscd=2017081000063#cb)
- 아이들 창의력+인지력+사회성 향상 `아리부바 클레이`로 시선 (https://web.archive.org/web/20180212201501/http://www.etnews.com/20160410000076)
- 클레이 그림책 '코딱지 코지'의 작가 허정윤 (https://web.archive.org/web/20180603131631/http://kids.hankooki.com/lpage/news/201708/kd20170822150856125630.htm)
- "진짜 모험은 지금부터"…콧구멍을 탈출한 코딱지 코지 (http://news.mt.co.kr/mtview.php?no=2017071709410243008&outlink=1&ref=https%3A%2F%2Fsearch.naver.com%5B깨진+링크(과거+내용+찾기)%5D)
- 고양시 주엽어린이도서관 30일 허정윤 작가의 방 오픈 (http://www.kgdm.co.kr/news/articleView.html?idxno=507752#08p2%5B깨진+링크(과거+내용+찾기)%5D)
- 첫눈을 기다리는 코딱지 코지 코딱지 코지의 세번째 이야기 (http://www.hani.co.kr/arti/culture/book/879817.html)
- [인터뷰] 코딱지 코지 3탄 펴낸 허정윤 작가 (https://web.archive.org/web/20190414144347/http://kids.hankooki.com/lpage/news/201901/kd20190116153334125630.htm)
- '첫눈을 기다리는 코딱지 코지' 허정윤, YTN (https://www.ytn.co.kr/_ln/0106_201902052234465749)